# The New Clear Heads
The New Clear Heads fue una banda inglesa cuyo mérito es que fue la primera banda de rock del músico italo-escocés y nacionalizado argentino Luca Prodan (1953 - 1987), posterior líder de la famosa banda punk rock y reggae argentino Sumo.

## Síntesis biográfica
En Londres, lugar donde residió durante la década de 1970, Luca trabajó en la compañía discográfica Virgin. Y allí también formó su primera banda con el nombre The New Clear Heads; contemporánea a la estética de bandas punk como XTC, The Fall, Wire o Joy Division. Esta ciudad fue el lugar en el que, también, Luca comenzó a consumir heroína, llegando a estar internado por un periodo en estado grave y con pocas perspectivas de sobrevivir.
Este grupo grabó de forma independiente un casete con tres canciones: «Space Age Outrage», «United - 7x7» (nombre alternativo) y «White Trash». Esta última canción sería regrabada luego por Sumo en su primer disco no oficial Corpiños en la madrugada del año  1983, con el nombre de «Teléfonos que suenan en piezas vacías/Basura blanca».